# Tarczai Lajos
Tarczai Lajos, 1905-ig Trebitsch (Paks, 1882. január 8.  – USA, 1971. augusztusa) szocialista politikus, tanító, író, lapszerkesztő, és újságíró, Trebitsch Ignác kalandor testvére.

## Élete
Trebitsch Náthán jómódú gabonakereskedő fia, két fiútestvére volt, Trebitsch Vilmos (1867 március 4) banktisztviselő és Trebitsch Ignác kalandor, presbiteriánus lelkész, buddhista szerzetes, ügynök. Két lánytestvére gyermekkorában meghalt (Marie 1874 és Resi 1875-76).  1887-ben Pestre költöztek, Lajos itt végezte tanulmányait. Egyetemi hallgatóként kapcsolódott be a szocialista és radikális diákmozgalomba, 1904-ben szerkesztette a Világosság című lapot, majd rövid időn át a szociáldemokrata Népszava munkatársa is volt. A fuvarosszakszervezet titkáraként is működött, s a szociáldemokrata párt Szabó Ervin által vezetett ellenzékéhez tartozott. Anarchoszindikalista nézetei nyomán jó ismertségben állt Batthyány Ervinnel, akinek bögötei iskoláját is irányította. 1908-tól két éven át volt a szociáldemokrata párt vezetőségének tagja, de Alpári Gyula kizárása miatt posztjáról lemondott, a következő évben pedig az Amerikai Egyesült Államokba emigrált, ahol a magyar szocialista mozgalmat erősítette, majd polgári lapoknál működött, ő alapította meg az Előre c. szocialista lapot Clevelandben.
1910-ben felvette soraiba a budapesti Petőfi szabadkőműves páholy.

## Főbb művei
- Kik a hazaárulók? Beszéljen a történelem (név nélkül, Bp., 1905).
- Szakszervezeti útmutató (Jászai Samuval együtt)

## Származása
| Tarczai Lajos (Paks, 1881. január 8. – USA, 1971. augusztus) | Apja: Trebitsch Náthán (Paks, 1841. május 10. – ) gabonakereskedő izr. | Apai nagyapja: Trebitsch Herman izr.      | Apai nagyapai dédapja:    |
| Tarczai Lajos (Paks, 1881. január 8. – USA, 1971. augusztus) | Apja: Trebitsch Náthán (Paks, 1841. május 10. – ) gabonakereskedő izr. | Apai nagyapja: Trebitsch Herman izr.      | Apai nagyapai dédanyja:   |
| Tarczai Lajos (Paks, 1881. január 8. – USA, 1971. augusztus) | Apja: Trebitsch Náthán (Paks, 1841. május 10. – ) gabonakereskedő izr. | Apai nagyanyja: Freund Katalin izr.       | Apai nagyanyai dédapja:   |
| Tarczai Lajos (Paks, 1881. január 8. – USA, 1971. augusztus) | Apja: Trebitsch Náthán (Paks, 1841. május 10. – ) gabonakereskedő izr. | Apai nagyanyja: Freund Katalin izr.       | Apai nagyanyai dédanyja:  |
| Tarczai Lajos (Paks, 1881. január 8. – USA, 1971. augusztus) | Anyja: Freund Julianna (Dusnok, 1846 körül – ) izr.                    | Anyai nagyapja: Freund Wolf (Farkas) izr. | Anyai nagyapai dédapja:   |
| Tarczai Lajos (Paks, 1881. január 8. – USA, 1971. augusztus) | Anyja: Freund Julianna (Dusnok, 1846 körül – ) izr.                    | Anyai nagyapja: Freund Wolf (Farkas) izr. | Anyai nagyapai dédanyja:  |
| Tarczai Lajos (Paks, 1881. január 8. – USA, 1971. augusztus) | Anyja: Freund Julianna (Dusnok, 1846 körül – ) izr.                    | Anyai nagyanyja: Haas Fáni izr.           | Anyai nagyanyai dédapja:  |
| Tarczai Lajos (Paks, 1881. január 8. – USA, 1971. augusztus) | Anyja: Freund Julianna (Dusnok, 1846 körül – ) izr.                    | Anyai nagyanyja: Haas Fáni izr.           | Anyai nagyanyai dédanyja: |